# غافين رايت
غافين رايت (بالإنجليزية: Gavin Wright)‏ هو مؤرخ واقتصادي أمريكي، ولد في 1943.